# Kaiwhekea katiki
Kaiwhekea katiki (лат.) — вымерший вид рептилий, живший на нашей планете в эпоху позднего мелового периода.

## Систематика
Kaiwhekea katiki — единственный известный вид рода Kaiwhekea, впервые описанного Артуром Крикшенком и Эваном Фордайсом в 2002 году. Ими же в то же время отнесён к семейству Cryptoclididae, и был одним из крайне немногочисленных представителей данной группы, существовавших в эпоху конца мезозойской эры. Первоначально Р. Б. Дж. Бенсон и П. С. Дракенмиллер классифицировали его как представитель клады Aristonectinae, но затем, в 2010 году, он был отнесён к группе Leptocleididae. Однако более поздние исследования, вероятно, склонят специалистов вернуться к старой версии его систематического положения. Сестринскими таксонами по отношению к данному являются роды Aristonectes и Futabasaurus.
Название взято из языка маори.

## Описание
Как и многие другие поздние плезиозавры, этот вид выжил, вероятно, благодаря тому, что имел суженную в плане рациона специализацию. Это проявляется, в частности, в форме зубов этого животного, которые были похожи на иглы и достигали совсем маленьких размеров в сравнении с таковыми у других плезиозавров, что позволяло этой рептилии охотиться на небольшую быстро движущуюся добычу вроде кальмаров. Отсюда и произошло название ящера, в переводе на русский язык означающее «пожиратель кальмаров». Данное пресмыкающееся имело укороченную морду, в чём было весьма похоже на своего близкого родственника аристонектеса (лат. Aristonectes), также среди его внешних особенностей можно выделить длинную шею и короткую голову. В длину это животное достигало порядка 6,5—7 метров, а весило от 225 до 450 килограммов.

## Места и древность находок
Kaiwhekea katiki обитал на нашей планете в эпоху позднего мелового периода, примерно 70 миллионов лет назад.
| Докембрий | Фанерозой | Фанерозой | Фанерозой | Фанерозой | Фанерозой | Фанерозой | Фанерозой | Фанерозой | Фанерозой | Фанерозой | Фанерозой | Фанерозой | Эон       |
| Докембрий | Палеозой  | Палеозой  | Палеозой  | Палеозой  | Палеозой  | Палеозой  | Мезозой   | Мезозой   | Мезозой   | Кайнозой  | Кайнозой  | Кайнозой  | Эра       |
| --------- | --------- | --------- | --------- | --------- | --------- | --------- | --------- | --------- | --------- | --------- | --------- | --------- | --------- |
| Докембрий | Кембрий   | Ордо вик  | Сил ур    | Девон     | Карбон    | Пермь     | Триас     | Юра       | Мел       | Палео ген | Нео ген   |           | П-д       |
| 4567      | 538,8     | 486,85    | 443,1     | 419,62    | 358,86    | 298,9     | 251,902   | 201,4     | 143,1     | 66,0      | 23,04     |           | млн лет ← |
| 4567      | 538,8     | 486,85    | 443,1     | 419,62    | 358,86    | 298,9     | 251,902   | 201,4     | 143,1     | 66,0      | 23,04     | 2,58      |           |

Всего был найден пока только один, но почти полный экземпляр — OU 12949, включающий в себя почти целиком сохранившиеся череп и позвоночный столб (у последнего недоставало только задних хвостовых позвонков), а также грудную клетку, несколько брюшных рёбер, частично сохранившийся тазовый пояс и фрагментарные останки задних конечностей. Обнаружены эти останки были в формации Катики (англ. Katiki Formation), и скелет сейчас выставлен в музее Отаго (англ. Otago Museum) новозеландского города Данидин.